# Acremonium
Acremonium es un género de hongos de la familia Hypocreaceae.
Las especies de Acremonium son mohos que crecen lentamente en ambientes húmedos. Sus hifas son finas e hialinas, producen principalmente fialidos simples. Los conidios son generalmente unicelulares (es decir, ameroconidios), hialinos o pigmentados, de globosos a cilíndricos y en su mayoría agregados con cabezas viscosas en el ápice de cada fialida.

## Importancia clínica
El género contiene alrededor de 100 especies, las cuales son saprofitas y han sido aisladas en el suelo y materia vegetal en descomposición. Muchas especies pueden ser patógenos oportunistas de humanos y otros animales causando dermatofitosis como la eumicetoma, onicomicosis y hialohipoficosis. Las infecciones en humanos causadas por hongos de este género son raras, pero las manifestaciones clínicas de hialohifomicosis causadas por Acremonium pueden incluir artritis, osteomielitis, peritonitis, endocarditis, neumonía, cerebritis y subcutánea.
La cefalosporina, una clase de antibióticos β-lactámicos está hecho con un moho de Acremonium. El farmacólogo italiano Giuseppe Brotzu lo aisló por primera vez como antibiótico en 1948.

## Especies
Se han descrito las siguientes especies:
- Acremonium acutatum[4]
- Acremonium alabamense[4]
- Acremonium alcalophilum[4]
- Acremonium alternatum[4]
- Acremonium antarcticum[4]
- Acremonium apii[4]
- Acremonium arxii[4]
- Acremonium atrogriseum[4]
- Acremonium bacillisporum[4]
- Acremonium bactrocephalum[4]
- Acremonium biseptum[4]
- Acremonium blochii[4]
- Acremonium borodinense[4]
- Acremonium brachypenium[4]
- Acremonium breve[4]
- Acremonium brunnescens[4]
- Acremonium byssoides[4]
- Acremonium camptosporum[4]
- Acremonium cavaraeanum[4]
- Acremonium charticola[4]
- Acremonium chilense
- Acremonium chrysogenum[4]
- Acremonium crotocinigenum[4]
- Acremonium cucurbitacearum[4]
- Acremonium curvulum[4]
- Acremonium cymosum[4]
- Acremonium dichromosporum[4]
- Acremonium diospyri[4]
- Acremonium domschii[4]
- Acremonium egyptiacum[4]
- Acremonium exiguum[4]
- Acremonium falciforme[4]
- Acremonium flavum[4]
- Acremonium furcatum[4]
- Acremonium fusidioides[4]
- Acremonium fusisporum[4]
- Acremonium gamsii[4]
- Acremonium glaucum[4]
- Acremonium guillematii[4]
- Acremonium hansfordii[4]
- Acremonium hennebertii[4]
- Acremonium hyalinulum[4]
- Acremonium hypholomatis[4]
- Acremonium implicatum[4]
- Acremonium incoloratum[4]
- Acremonium incrustatum[4]
- Acremonium kiliense[4]
- Acremonium lichenicola[4]
- Acremonium lindtneri[4]
- Acremonium lolii[4]
- Acremonium longisporum[4]
- Acremonium masseei[4]
- Acremonium minutisporum[4]
- Acremonium nectrioidea[4]
- Acremonium nepalense[4]
- Acremonium nigrosclerotium[4]
- Acremonium ochraceum[4]
- Acremonium olidum[4]
- Acremonium persicinum[4]
- Acremonium pinkertoniae[4]
- Acremonium polychromum[4]
- Acremonium potronii[4]
- Acremonium psammosporum[4]
- Acremonium pseudozeylanicum[4]
- Acremonium psychrophilum[4]
- Acremonium pteridii[4]
- Acremonium radiatum[4]
- Acremonium recifei[4]
- Acremonium restrictum[4]
- Acremonium rhabdosporum[4]
- Acremonium roseogriseum[4]
- Acremonium roseolum[4]
- Acremonium rutilum[4]
- Acremonium salmoneum[4]
- Acremonium sclerotigenum[4]
- Acremonium sordidulum[4]
- Acremonium spicatum[4]
- Acremonium spinosum[4]
- Acremonium strictum[4]
- Acremonium stromaticum[4]
- Acremonium tectonae[4]
- Acremonium thermophilum[4]
- Acremonium tsugae[4]
- Acremonium tubakii[4]
- Acremonium typhinum[4]
- Acremonium uncinatum[4]
- Acremonium verruculosum[4]
- Acremonium vitellinum[4]
- Acremonium zeae[4]
- Acremonium zeylanicum[4]
- Acremonium zonatum[4]